# MINUSMA

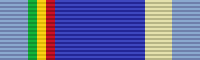
Baretka medalu ONZ za misję MINUSMA.

MINUSMA (fr. „Mission multidimensionnelle intégrée des Nations Unies pour la stabilisation au Mali”) – operacja wsparcia pokoju w Mali pod egidą ONZ, utworzona rezolucją Rady Bezpieczeństwa ONZ nr 2100 z 25 kwietnia 2013.
Po tym jak w czerwcu 2012, radykalni islamiści skupieni wokół Al-Ka’idy Islamskiego Maghrebu i ugrupowań satelickich, zajęli obszar Azawadu na północy Mali, siły francuskie w styczniu 2013 podjęły interwencję zbrojną. Równocześnie siły afrykańskie utworzyły misję wspierająca AFISMA. W kwietniu 2013 siły AFISMA liczyły 6,6 tys., z czego 2,4 tys. stanowili Czadyjczycy, którzy w połowie kwietnia 2013 rozpoczęli wycofywanie się z Mali, podobnie jak Francuzi. Wówczas Rada Bezpieczeństwa ONZ projektowała utworzenia batalionu pod egidą ONZ - MINUSMA, liczącego docelowo 12,6 tys. żołnierzy. Siły ONZ, według rezolucji RB ONZ nr 2100 z 25 kwietnia 2013, objęły mandat misji w Mali, 1 lipca 2013.
Zgodnie z ustaleniami wraz z dniem 1 lipca 2013, 6 tys. żołnierzy działających pod szyldem AFISMA przeszło pod dowództwo ONZ. Docelowo wojsk ONZ miało być dwa razy więcej. Dowodził nimi rwandyjski generał Jean Bosco Kazura. Centrum dowodzenia mieściło się w Bamako. Zadaniem sił pokojowych ONZ, było monitorowanie zawieszenia broni, zabezpieczenie kraju przed atakami dżihadystów oraz kontrolowanie pokojowego przeprowadzenia wyborów prezydenckich z przełomu lipca i sierpnia 2013, a także  ochrona praw człowieka, wsparcie akcji humanitarnej i zachowania dziedzictwa kulturowego oraz działania na rzecz regulacji krajowego i międzynarodowego wymiaru sprawiedliwości.
25 czerwca 2014 RB ONZ rezolucją nr 2164 przedłużyła mandat misji MINUSMA do czerwca 2015.
| Skład sił MINUSMA (stan na wrzesień 2013) | Skład sił MINUSMA (stan na wrzesień 2013) |
| ----------------------------------------- | ----------------------------------------- |
| Czad                                      | 1252 osoby w tym 1242 żołnierzy           |
| Togo                                      | 1091 osób (939 żołnierzy)                 |
| Niger                                     | 862 osób (859 żołnierzy)                  |
| Senegal                                   | 796 osób (510 żołnierzy)                  |
| Burkina Faso                              | 680 osób (670 żołnierzy)                  |
| Benin                                     | 309 osób (305 żołnierzy)                  |
| Nigeria                                   | 261 osób (115 żołnierzy)                  |
| Bangladesz                                | 182 osób                                  |
| Gwinea                                    | 152 osób                                  |
| Wybrzeże Kości Słoniowej                  | 133 osób                                  |
| Ghana                                     | 128 osób                                  |
| Niemcy                                    | 60 osób                                   |
| Liberia                                   | 48 osób                                   |
| Francja                                   | 17 osób (13 żołnierzy)                    |
| Szwecja                                   | 6 osób                                    |
| Stany Zjednoczone                         | 6 osób                                    |
| Sierra Leone                              | 5 osób                                    |
| Mauretania                                | 4 osoby                                   |
| Burundi                                   | 2 osoby                                   |
| Kambodża                                  | 2 osoby                                   |
| Kamerun                                   | 2 osoby                                   |
| Jordania                                  | 2 osoby                                   |
| Wielka Brytania                           | 2 osoby                                   |
| Belgia                                    | 1 osoba                                   |
| Kanada                                    | 1 osoba                                   |
| Chile                                     | 1 osoba                                   |
| Egipt                                     | 1 osoba                                   |
| Finlandia                                 | 1 osoba                                   |
| Włochy                                    | 1 osoba                                   |
| Rwanda                                    | 1 osoba                                   |
| Razem                                     | 6009 osób                                 |

14 grudnia 2013 dwóch senegalskich żołnierzy ONZ-owskich sił pokojowych MINUSMA zginęło w samobójczym zamachu bombowym w mieście Kidal.